# Albiorix
Albiorix  är en av Saturnus månar. Den upptäcktes av Holman 2000, och gavs den tillfälliga beteckningen S/2000 S 11. Den heter också Saturn XXVI. Sitt namn har den fått från den keltiska mytologin.
Albiorix tillhör en grupp av månar som brukar kallas den galliska gruppen. Gruppen kännetecknas av att de har vissa banelement gemensamt. Deras ursprung tros vara en infångad småplanet som har splittrats i en kollision.
Albiorix kretsar kring Saturnus på ett avstånd av ca 16 miljoner kilometer och dess diameter är 32 kilometer, under antagande en albedo av 0,04. 